# Armoiries de Cuba
Le blason de Cuba fut créé en 1849 par Miguel Teurbe Tolón y de la Guardia.
Dans la partie supérieure, on peut voir une mer avec deux pointes terrestre à ses extrémités et au milieu une clef en or massif. Au fond on peut voir un soleil levant dont les rayons s'éparpillent dans le ciel. Dans la partie inférieure gauche on peut voir un morceau du drapeau Cubain. La partie inférieure droite montre un paysage représentant une vallée au centre duquel on peut voir un palmier royal.
Le blason est entouré d'une couronne de chêne et de laurier. Le tout est surmonté d'un bonnet phrygien avec une étoile à cinq branches.